# Aimé Samuel Forney
Aimé Samuel Forney, né le 2 janvier 1819 à Paris, 9 rue de Beaujolais, et mort le 3 janvier 1879 dans la même ville, 13 rue de Navarin, est un négociant, homme d'affaires et philanthrope français,.

## Biographie
Il naît d'un père suisse vaudois originaire de Vevey, venu s'établir comme tailleur à Paris, et d'une mère française née à Maisons-Alfort. Il acquiert la nationalité française en 1840. Ne s'étant pas marié, il vivra avec sa mère, veuve, jusqu'à la mort de celle-ci en 1873, et n'aura pas d'enfants. Il est de confession protestante
Son père meurt alors qu'il n'a pas encore deux ans. Il entre tôt dans la vie active : à l'âge de dix-sept ans, il est commis dans une banque.  En 1844, il fonde une agence commerciale, représentant en France des sociétés scandinaves (des "Maisons du Nord" : de Suède, Norvège, Finlande) et vendant à la commission leurs produits, notamment le bois, le fer et le goudron. Dès lors, il démarche les ports français de la façade atlantique pour vendre, par cargaison, ces produits. On constate dans les années suivantes un accroissement notable du trafic maritime entre la Scandinavie et la France. Pour développer son activité, il engage un Norvégien habitant Paris, et s'associe avec lui en 1872.
Ses affaires sont florissantes : il devient riche, et à sa mort il est millionnaire. Il a auparavant établi un testament, suivi de plusieurs codicilles, qui révèle sa philanthropie, et qui est la raison pour laquelle il est passé à la postérité et demeure connu au XXIe siècle, notamment des Parisiens : il lègue à la ville de Paris une partie de sa fortune pour la réalisation d'œuvres éducatives.
Il meurt le 3 janvier 1879, à l'âge de 60 ans. Il est inhumé au cimetière de Montmartre (23e division).

## Legs à la ville de Paris - Bibliothèque Forney
Il lègue 20 000 francs aux caisses des écoles des vingt arrondissements de Paris ; 20 000 francs aux crèches; 20 000 francs aux salles d'asile; 20 000 francs aux bureaux de bienfaisance; 20 000 francs à l'orphelinat de la Seine; 2 000 francs à la société protestante de prévoyance et de secours mutuels de Paris; 2 000 francs à la société protestante de travail.
Et surtout, 200 000 francs dont la ville peut disposer, soit pour construire une école du soir, soit pour créer une bibliothèque, soit pour tout autre entreprise d'éducation populaire qu'elle trouvera utile. Le Conseil municipal décide de créer une bibliothèque pour les artisans et les ouvriers dans la pratique de leur métier, qualifiée de "bibliothèque professionnelle d'art et d'industrie" qui portera le nom du bienfaiteur. Ainsi est fondée la bibliothèque Forney, 12 rue Titon, inaugurée le 28 février 1886 par le préfet de la Seine Eugène Poubelle et le ministre du commerce et de l'industrie Édouard Lockroy . Elle est alors ouverte tous les jours, de midi à une heure, et le soir, de sept heures à dix heures. L'exiguïté du local de la bibliothèque exigera son transfert, en 1961, dans le superbe écrin que constitue l'hôtel des archevêques de Sens, dans le quartier du Marais, où elle fonctionne toujours sous le nom de bibliothèque Forney. Elle est aujourd'hui un établissement de rayonnement mondial de par son statut de bibliothèque municipale de Paris,.

## Hommage
Une plaque à la mémoire d'Aimé Samuel Forney est apposée à l'entrée de la cour de l'hôtel de Sens :

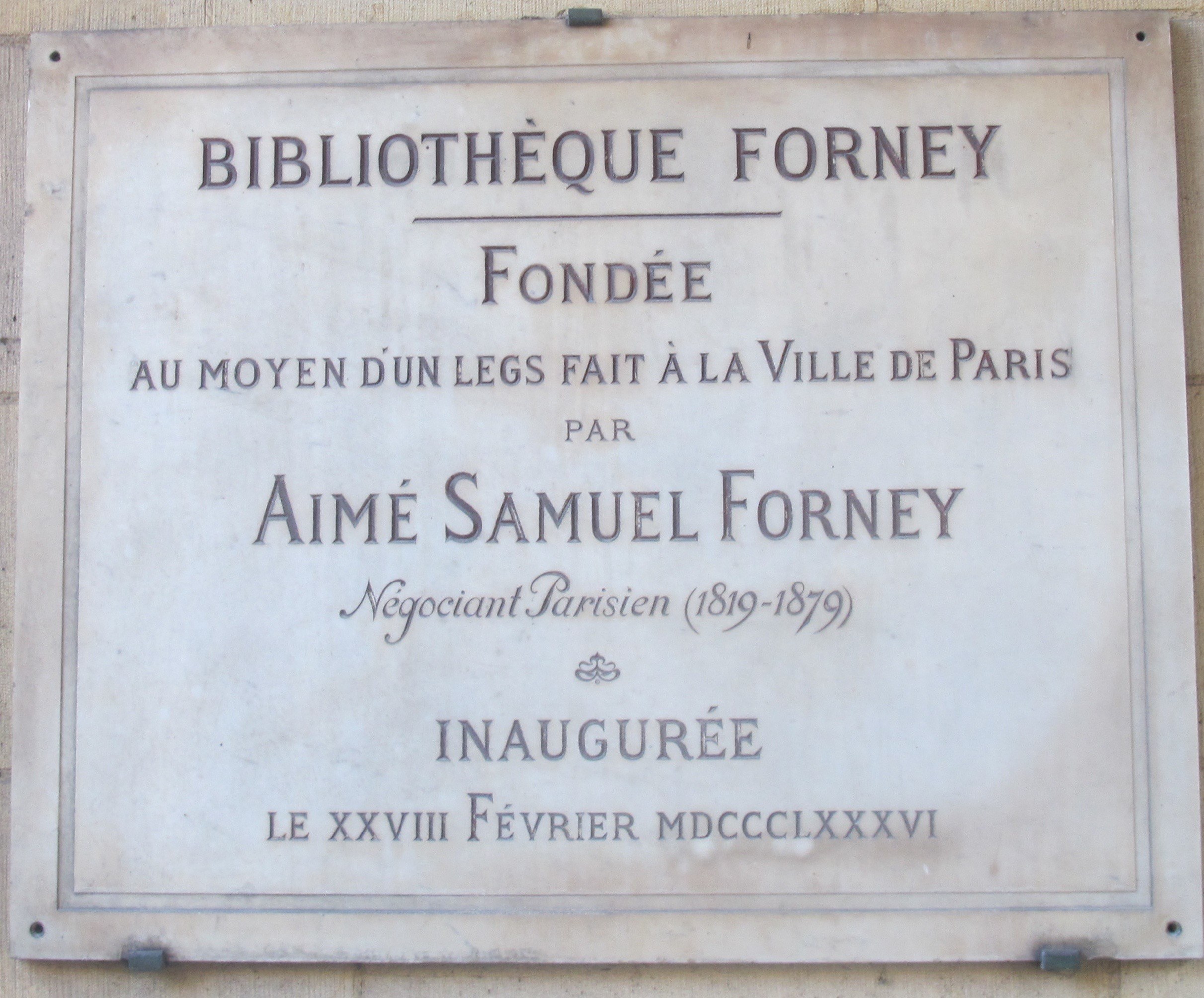